# ロディニア大陸
ロディニア大陸（ロディニアたいりく、Rodinia）とは、プレートテクトニクス理論において、約11億年前から7億5000万年前にかけて存在したと考えられている、世界のほぼ全ての陸塊が集まってできた超大陸である。「ロディニア」という名前はマーク・マクメナミンが1990年に命名、これはロシア語で「故郷」を意味する単語の「ロージナ」（родина, rodina）に由来する。

## 概要
20世紀後半の研究の進歩により、過去の大陸移動の様子が詳しくわかってくると、パンゲア大陸以前にも、超大陸が存在したことが分かってきた。古地磁気を使った研究（古地磁気学）により、過去の大陸移動は約6億年前まで詳細に遡ることが可能で、更なる過去について各大陸の移動ルートを逆算推測し、各地の地層データも踏まえて導き出された超大陸がロディニアである。
1991年、ポール・ホフマンがアメリカの科学雑誌『サイエンス』にロディニア大陸の主要配置について発表した。ロディニアは、後の超大陸パンゲアが形成された地域からほぼ正反対の、現在の太平洋地域に、やや南半球寄りに形成されたと考えられている。ロディニアの大陸配置が地球の全球凍結を引き起こした（南北両極とも海洋なので凍結しやすい）という説もあるが、いわゆるスノーボールアース現象は約7億年前の出来事とされ、ロディニアの大陸分裂が起こってから約5000万年後、というのが現在の通説である。
約7.5億年前にロディニア大陸が分裂をはじめ、その後に関してはゴンドワナ大陸と呼ばれるかなり大きな大陸と、シベリア大陸、ローレンシア大陸、バルティカ大陸と呼ばれる小さな大陸へと分裂したと考えられている。ロディニア分裂後に関しては、各々の大陸が1億年ほどかけて異なる配置に集結し、新たな超大陸パノティアが約6.5億年前にできたとする異説もある。
ロディニアよりも前の時代に関しては、昨今の地質学や古地磁気学データから、約20億年前から18億年前の間にあったコロンビア超大陸の存在が支持されており、大陸移動説に基づいた学術研究が行われている。

## 生態系
3億年前の超大陸パンゲアには多彩な生物がいたが、ロディニア大陸は地上に生命体と呼べるものがいない、岩石だけの大地である。
ロディニアが形成された約10億年前は、海の中でようやく小さな多細胞生物（菌類）が出現するようになった時期であり、陸生生物は当然いなかったと考えられている。また、これまで発見されている最古の陸上植物（の化石）も約4億7000万年前の陰胞子であるため、超大陸ロディニアには原始の植物すら生えておらず、ただ岩石だけの陸塊だったと考えるのが妥当である。